# علي عبد الخالق
علي عبد الخالق (9 يونيو 1944 - 2 سبتمبر 2022)، هو مخرج أفلام مصري.

## عن حياته
ولد بالقاهرة في 9 يونيو 1944، درس في المعهد العالي للسينما قسم إخراج. وعقب تخرجه من المعهد عام 1966 عمل مساعدا لفترة ثم اتجه إلى إخراج الأفلام التسجيلية، ومن أشهر هذه الأفلام فيلمه التسجيلي «أنشودة الوداع» الذي حصل على العديد من الجوائز الدولية من مهرجانات الأفلام التسجيلية والقصيرة ومنها الجائزة الثانية من مهرجان «لايبزيج» السينمائي بألمانيا، كما حصل فيلمه «السويس مدينتي» على الجائزة الأولى من مهرجان وزارة الثقافة الأول للأفلام التسجيلية عام 1970. قدّم أول أفلامه الروائية الطويلة عام 1972 بعنوان (أغنية على الممر) عن مسرحية بنفس الاسم للأديب (علي سالم)، وحقق الفيلم نجاحا فنيا هائلا، وحصل على الجائزة الثانية من (مهرجان كارلوفي فاري السينمائي الدولي)، وجائزة من مهرجان (طشقند) السينمائي. في نهاية فترة السبعينات أخرج أفلام لكبار الفنانين مثل (صلاح ذو الفقار) في (مسافر بلا طريق) 1978، و(فريد شوقي) في (الأبالسة) 1980. شكّل خلال فترة الثمانينات ثنائيا مع المؤلف (محمود أبو زيد) في عدة أفلام سينمائية ناجحة مثل: (العار) 1982، (الكيف) 1985، (جري الوحوش) 1987، (البيضة والحجر) 1990. بداية من التسعينات قلَّ عدد الأفلام التي قام بإخراجها عبد الخالق ليتجه مع بداية الألفينات للدراما التليفزيونية، ويقدم عدة مسلسلات منها: (نجمة الجماهير) 2003، (البوابة الثانية) 2009.

## أعماله

### إخراج الأفلام
- 1972: أغنية على الممر[ا]
- 1976: بيت بلا حنان
- 1978: مسافر بلا طريق
- 1980: عذاب الحب
- 1980: الحب وحده لا يكفي
- 1980: الأبالسة
- 1982: وضاع حبي هناك
- 1982: إنهم يسرقون عمري
- 1982: العار[ا]
- 1983: السادة المرتشون
- 1984: بنات إبليس
- 1985: الكيف[ب][ج]
- 1985: إعدام ميت
- 1986: مدافن مفروشة للإيجار
- 1986: شادر السمك
- 1986: الحناكيش
- 1987: جري الوحوش
- 1987: بئر الخيانة
- 1987: الوحل
- 1987: أربعة في مهمة رسمية[ب]
- 1989: الحقونا
- 1989: اغتصاب
- 1990: درب الرهبة
- 1990: البيضة والحجر[ب]
- 1991: المزاج
- 1993: خادمة ولكن
- 1994: الناجون من النار
- 1995: عتبة الستات
- 1996: الجنتل
- 1999: الكافير
- 1999: الإمبراطورة
- 2000: يمين طلاق
- 2000: عليه العوض
- 2000: بونو بونو
- 2000: النمس
- 2001: رانديفو
- 2002: صيد الحيتان
- 2004: يوم الكرامة
- 2005: ظاظا

### إخراج المسلسلات
- 1978: بعد الضياع
- 2003: نجمة الجماهير
- 2004: أصحاب المقام الرفيع
- 2005: أحلامنا الحلوة
- 2007: أولاد عزام
- 2009: البوابة الثانية

### إخراج الفوازير
- 1995: دولا وأمشير وزغلول

### التأليف
- 1982: وضاع حبي هناك
- 1982: إنهم يسرقون عمري
- 1983: السادة المرتشون
- 1987: أربعة في مهمة رسمية (سيناريو)

## وصلات خارجية
- علي عبد الخالق على موقع IMDb (الإنجليزية)
- علي عبد الخالق على موقع الدهليز
- علي عبد الخالق على موقع قاعدة بيانات الأفلام العربية
- علي عبد الخالق على موقع قاعدة بيانات الفيلم (الإنجليزية)